# 奧特根巴亚尔·额尔舒

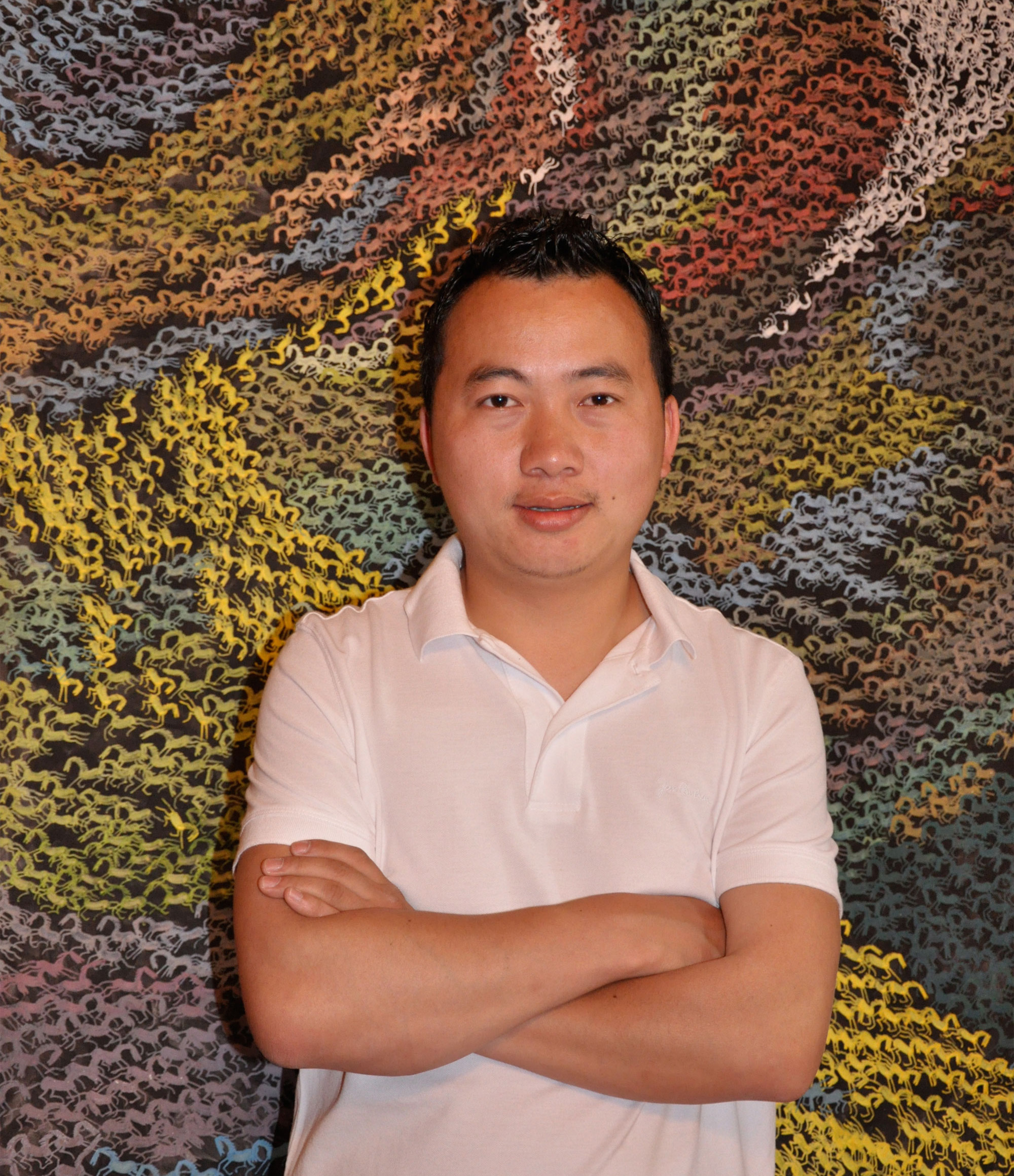
奧特根巴亚尔·额尔舒 ，2010年在德国康斯坦茨

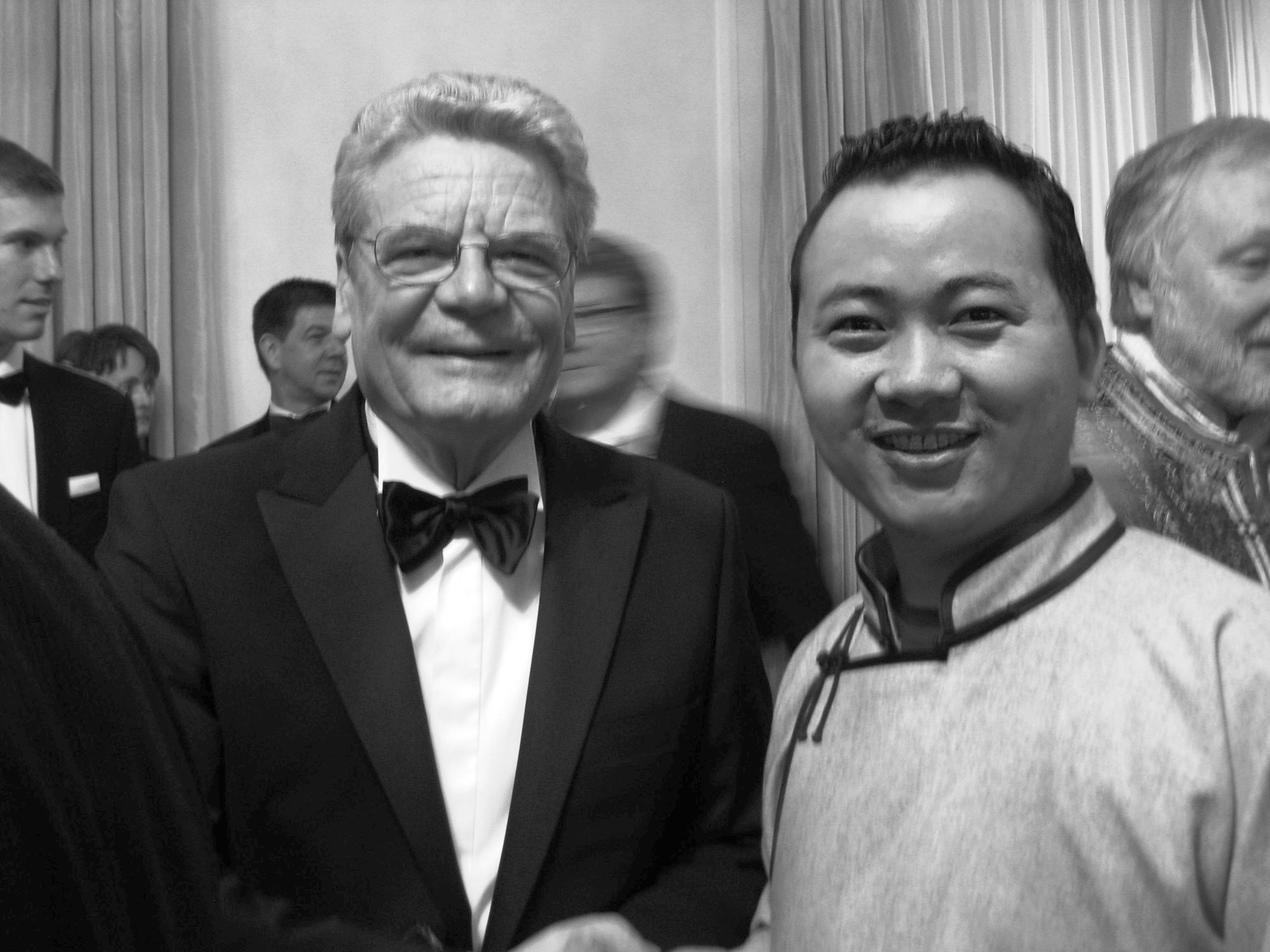
德國聯邦總統 约阿希姆·高克與奧特根巴亚尔·额尔舒

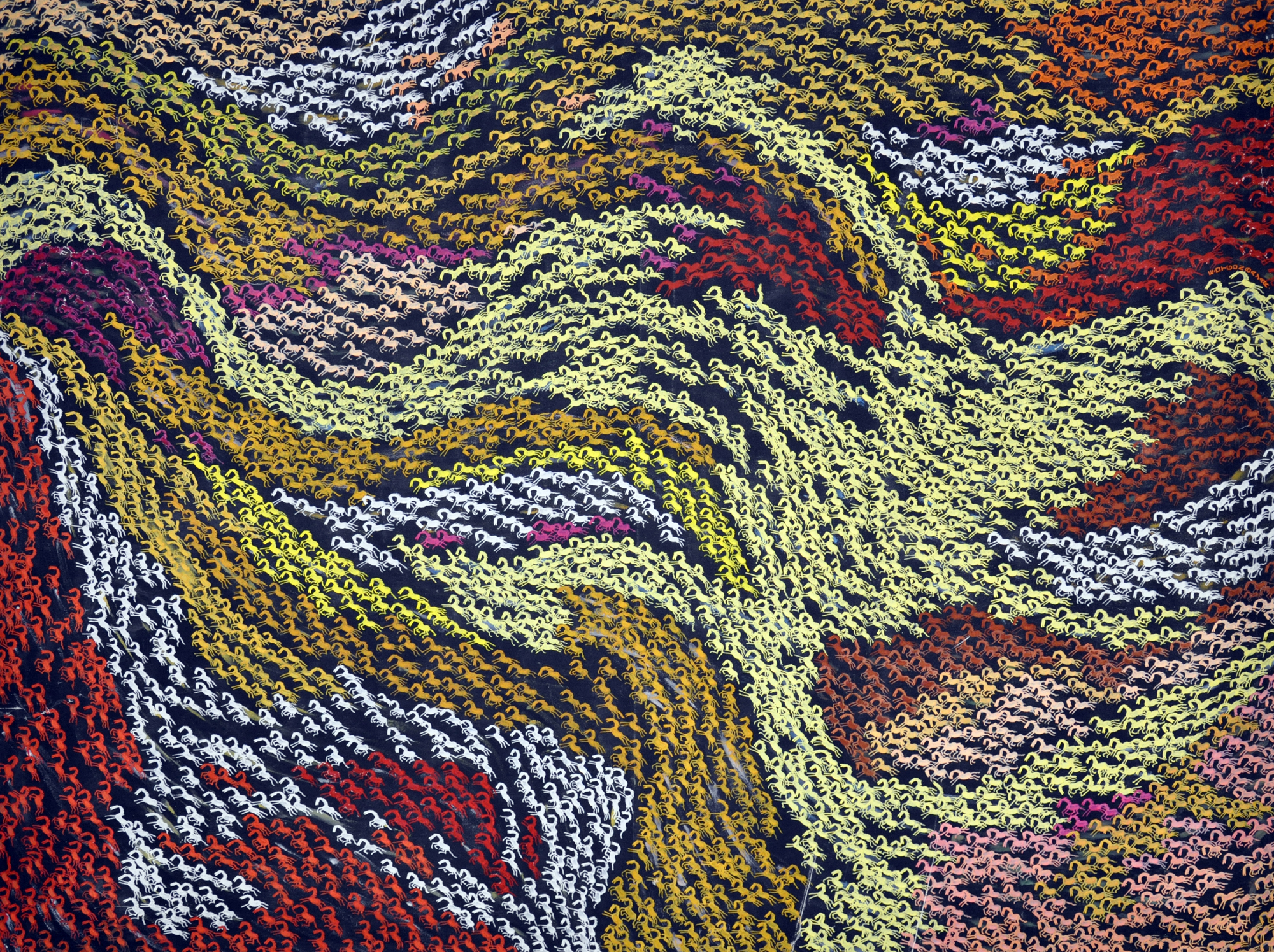
绘画

奧特根巴亚尔·额尔舒（英語：Otgonbayar Ershuu，1981年1月18日—) 蒙古族，蒙古乌兰巴托人，蒙古国艺术家，艺名是OTGO。

## 生平
奧特根巴亚尔出生于蒙古国，家中一共有7个兄弟姐妹和一个领养的弟弟。童年时他的绘画天赋已被发现，15岁时，他举办了自己的个人画展。1998年他开始在乌兰巴托学习蒙古传统绘画。在他学习的过程中，他总共创作了400幅绘画。2005年，他已经定居德國柏林。2007-2010年，他在柏林艺术与美术学院学习。2010年他在柏林成立了第一家蒙古画廊。
他擅长唐卡、微型画、漫画。他的唐卡中的主要内容是佛教、萨满教中的人物和成吉思汗。在微型画中，OTGO表现了许多色情主题。漫画创作对OTGO而言则是一个长期工程——他打算将 《蒙古秘史》 分12个章节、约600张图纸全部画出。